# أنتوني غرابينر، بارون غرابينر
أنتوني ستيفن غرابينر، بارون غرابينر (بالإنجليزية: Anthony Grabiner, Baron Grabiner)، مستشار الملكة (من مواليد 21 مارس 1945)، وهو محامٍ بريطاني، ومدير أكاديمي، وقرين مدى الحياة. رئيس الغرف في محكمة إيسكيس الوحيدة، وهي مجموعة رائدة من المحامين التجاريين في تامبل، وأمين صندوق جمعية لنكولن لعام 2013. كان رئيس كلية كلير، كامبريدج منذ عام 2014، وشغل منصب رئيس جامعة القانون منذ عام 2015. كان غرابينر رئيس مجلس الإدارة غير التنفيذي لشركة تافيتا للاستثمارات المحدودة، الشركة القابضة للسير فيليب غرين خلف مجموعة أركاديا منذ عام 2002 وحتى ديسمبر عام 2015.
في عام 1999 أصبح قرينًا مدى الحياة بصفة بارون غرابينر، وانضم في مجلس اللوردات في مقاعد حزب العمال. في أكتوبر 2015 استقال من سوط حزب العمال بسبب الاتجاه الذي كان يتخذه الحزب تحت قيادة جيرمي كوربين. وهو الآن عضو في مجلس اللوردات بصفته عضوًا مستقلًا، لكنه بقي عضوًا في حزب العمال.

## الحياة المهنية
منذ عام 1976 وحتى عام 1981 كان غرابينر مستشارًا مبتدئًا دائمًا لوزارة التجارة، وإدارة ضمان ائتمانات التصدير، ومستشارًا مبتدئًا للتاج منذ عام 1978 وحتى عام 1981. عُين مستشارًا للملكة في عام 1981، وأصبح عضوًا في نقابة المحامين عام 1989، وكاتبًا لمحكمة التاج بين عامي 1990 و1999. كان غرابينر نائب قاضي المحكمة العليا منذ عام 1994.
كان غرابينر رئيسًا غير تنفيذي لمجموعة أركاديا منذ أكتوبر 2002 وحتى ديسمبر 2015، وشغل ابن عمه الأول إيان غرابينر منصب الرئيس التنفيذي منذ أكتوبر 2009، ورئيس العمليات منذ عام 2002. كان مديرًا غير تنفيذي لشركة نكست بّي إل سي في عام 2002، وعضوًا في لجنة قانون الخدمات المالية لبنك إنجلترا منذ عام 2002 وحتى عام 2005. في الأسبوع المنتهي في 15 أكتوبر 2010، مثّل اللورد غرابينر نادي ليفربول لكرة القدم في محكمة لندن العليا وفاز بقضيتين ضد الملّاك الحاليين للنادي. أشارت وكالات الأنباء الدولية إلى خدمة اللورد غرابينر لنادي ليفربول لكرة القدم.
في يوليو 2011 عُين غرابينر من قبل نيوز كوربوريشن كرئيس للجنة الإدارة والمعايير التي أنشأتها الشركة في أعقاب قضية تجسس نيوز على الهواتف. وفي وقت لاحق، أفادت مجلة ذا لوير بأن غرابينر تقلى أتعابًا قدرها 3000 جنيه استرليني في الساعة مقابل مشورته إلى شركة نيوز كوربوريشن.

### الحياة الأكاديمية
كان غرابينر رئيسًا لمجلس محافظي كلية لندن للاقتصاد منذ عام 1998 حتى عام 2007. في ديسمبر 2013 أعلِن عن انتخابه لرئاسة كلية كلير، جامعة كامبريدج، خلفًا للبروفيسور توني بادغر في أكتوبر 2014. في 1 أغسطس 2015 عُين غرابينر رئيسًا لجامعة القانون.

### الحياة السياسية
في 26 يوليو 1999 عين غرابينر قرينًا مدى الحياة مع لقب بارون غرابينر من ألدويش في مدينة وستمنستر. منذ عام 1999 وحتى عام 2015 جلس في مجلس اللوردات في مقاعد حزب العمال. في 24 أكتوبر 2015 أعلن أنه استقال من سوط حزب العمال لكنه بقي عضوًا في الحزب. وكان ثاني قرين من حزب العمال يستقيل من السوط بسبب آراء زعيم الحزب الجديد، جيرمي كوربين. شرح غرابينر استقالته لصحيفة التايمز: «ليس لدي أي قاسم مشترك مع السيد كوربين - ولا أعتقد أننا سنفوز في أي انتخابات على الإطلاق». حاليًا يجلس في مجلس اللوردات باعتباره عضو في المقاعد المتقاطعة.

### استثمارات تافيتا
كان غرابينر رئيس مجلس الإدارة غير التنفيذي لشركة تافيتا للاستثمارات المحدودة، الشركة القابضة للسير فيليب غرين خلف مجموعة أركاديا منذ عام 2002 وحتى ديسمبر عام 2015.
في يوليو 2016 أدين غرابينر في تقرير رسمي من قبل أعضاء البرلمان فيما يتعلق برئاسته لشركة تافيتا، بسبب «سلوكه الانقيادي الملحوظ» وتمثيله «ذروة حوكمة الشركات الضعيفة». علاوة على ذلك، صرح النواب بأنه «كان راضيًا عن تقديم مظهر مخادع من مصداقية المؤسسة للمجموعة بينما كان سعيدًا بفك ارتباطه بالقرارات الرئيسية التي كان مسؤولًا عن التدقيق فيها. لهذا الأداء المؤسف حصل على راتب كبير».